# Ecnomus turgidus
Ecnomus turgidus là một loài Trichoptera trong họ Ecnomidae. Chúng phân bố ở miền Australasia.